# Nia Kai Reed
Nia Kai Reed Cleveland, 27 de junho de 1996) é uma voleibolista indoor estadunidense, atuante na posição oposto, com marca de alcance de 325 cm no ataque e 295 cm no bloqueio.

## Carreira

### Início
Natural de Cleveland, Ohio, porém, ela cresceu em Fort Lee, Nova Jersey, é oriunda de uma família de desportistas, seus pais foram jogadores de basquete,  JoMoree Miller e Petiri Reed, além de sua avó ser destaque no atletismo, Vivian Brown Reed, destacou-se no atletismo no estado do Tennessee, ganhou duas medalhas de ouro nos Jogos Pan-Americanos de 1963 nos 200 metros rasos e no revezamento de 400 metros e também participou dos 200 metros rasos nos Jogos Olímpicos de 1964 em Tóquio, Japão

Nia cursou o ensino médio no Immaculate Heart Academy, onde representou o time de voleibol como titular por quatro anos, conquistando consecutivamente quatro campeonatos estaduais privados, sendo  premiada como a da Jogadora do Ano em 2011, 2012 e 2013,  e neste último ano registrou 510 pontos no ataque, com uma eficiência de  65% no processo, totalizando com 1.394 ataques somando todas as temporadase jogou em dois eventos pela seleção juvenil em 2012 e 2013
Ela foi a décima recrutada nacionalmente classificada em sua turma de graduação e escolheu jogar pelo Russ Rose da Universidade Estadual da Pensilvânia, onde permaneceu  de 2014 a 2018. Em 2014, foi campeã do nacional da NCAA, mesmo sem atuar em nenhuma partida. Em 2017, participou da campanha que o time avançou ao Final Four. Em 2018, sua última temporada na Penn State, ela foi nomeada com menção honrosa da AVCA All-American depois de terminar a temporada com 3,26 mortes por set, o melhor da equipe, atingindo 0,253 e marcando 385 pontos e ganhou um título da Conferência Big Ten em 2017.

### Halkbank Ankara
Em 2019, reforçou o Halkbank Ankara na metade da temporada 2018-19

### Edremit Belediyesi Altınoluk
Na temporada 2019-20, disputou a segunda divisão da liga turca, pelo Edremit Bld. Altınoluk, devido à pandemia da COVID-19 não foi concluído o campeonato.

### Voléro Le Cannet
Na temporada de 2020-21,  representou o Voléro Le Cannet

### Sesi/Vôlei Bauru
Pela primeira vez atua no voleibol brasileiro, sendo atleta do Sesi/Vôlei Bauru na jornada de 2021-22, conquistou o terceiro lugar na Superliga Brasileira A 2021-22, sendo a maior pontuadora com 461 pontos e entrou pra seleção do campeonato, como a melhor oposta e conquistou o título da Copa Brasil de 2022 em Blumenau e a medalha de bronze no Campeonato Sul-Americano de Clubes de 2022 em Uberlândia.

### Gwangju Pepper Savings Bank
Na temporada de 2022-23, foi anunciada pelo time sul-coreano do Gwangju Pepper Savings Bank, não chegou a disputar a fase final da V.League, por ser expulsa do país, por posse de substâncias ilegais, ou seja, uma porção de balas de goma com substância que tem como base o canabidiol, produto que tem origem na maconha, permitidos no seu país, mas, ilegal no país asiático, mesmo tenha testado negativo em todos os testes de drogas e tenha sido absolvida de acusações criminais, o escritório de imigração ordenou que ela deixasse o país até 5 de abril e impôs restrições de um ano ao seu retorno ao país. Neste momento a Federação por sua vez sancionou a jogadora.

### Criollas de Caguas
Em abril de 2023, reforçou o Criollas de Caguas na Liga A Porto-riquenha.

### Athletes Unlimited
Repatriada pelo Athletes Unlimited Pro League

### Omaha Supernovas
Em 2024,  atuou pelo Omaha Supernovas na Pro Volleyball Federation 2024.

### Seleção Nacional
Foi convocada para da Seleção Nacional Sênior dos Estados Unidos em 2022. Ela fez sua estreia na Liga das Nações de Voleibol, sendo medalha de bronze na Copa Pan-Americana de 2022 e a medalha de prata na Final Six da Copa Pan-Americana de 2022

## Títulos e resultados
- Copa Pan-Americana Final Six 2022
- Copa Brasil 2022
- Supercopa Brasileira de 2024
- Copa Brasília 2024
- Campeonato Mineiro de 2024
- Superliga Brasileira 2021–22 - Série A
- Liga A Porto-riquenha de 2023
- Campeonato Universitário da NCAA de 2014

### Prêmios individuais
- Melhor Oposto da Superliga Brasileira 2021–22 - Série A
- Maior Pontuadora da Superliga Brasileira 2021–22 - Série A